# Coupe d'Europe des clubs champions de hockey sur glace
Cet article concerne le championnat organisé de 2005 à 2010. Pour le championnat organisé de 1966 à 1997, voir Coupe d'Europe de hockey sur glace.
La Coupe d'Europe des clubs champions, est une compétition annuelle de hockey sur glace entre clubs européens organisée par la Fédération internationale de hockey sur glace (IIHF) de sa création en 2005 jusqu'en 2008.

## Historique
L'IIHF relance une compétition majeure nommée Coupe d'Europe des clubs champions en 2005. En 2008-2009, la Coupe d'Europe des clubs champions est remplacée par la Ligue des champions, plus richement dotée.

## Palmarès

### Palmarès par édition
| Numéro              | Édition             | Vainqueur               | Finaliste           | Score               |
| Coupe des champions | Coupe des champions | Coupe des champions     | Coupe des champions | Coupe des champions |
| ------------------- | ------------------- | ----------------------- | ------------------- | ------------------- |
| 1                   | 2005                | Avangard Omsk           | Kärpät Oulu         | 2 - 1               |
| 2                   | 2006                | Dinamo Moscou           | Kärpät Oulu         | 5 - 4               |
| 3                   | 2007                | Ak Bars Kazan           | HPK Hämeenlinna     | 6 - 0               |
| 4                   | 2008                | Metallourg Magnitogorsk | HC Sparta Prague    | 5 - 2               |